# El show de Tracey Ullman
El show de Tracey Ullman (en inglés The Tracey Ullman Show) fue un programa de televisión semanal estadounidense, presentado por la comediante Tracey Ullman. Debutó en abril de 1987 como la primera serie de la cadena FOX y duró hasta mayo de 1990. En España fue emitida por el canal La 2 desde 1991 hasta 1994.
El show se basaba en un sketch humorístico que contenía un gran número de musicales. En este programa tienen su origen los dibujos animados de Los Simpson de los que se emitían un corto en cada programa semanal, antes de su estreno como serie.

## Reparto
- Tracey Ullman - Ella/varios personajes
- Joseph Malone - Él/varios personajes
- Sam McMurray - Él/varios personajes
- Anna Levine - Ella/varios personajes
- Dan Castellaneta - Él/Homer Simpson/varios personajes
- Julie Kavner - Ella/Marge Simpson/varios personajes
- Nancy Cartwright - Bart Simpson
- Yeardley Smith - Lisa Simpson

## Los cortos deLos Simpson
La familia Simpson debutó en un corto de caricatura en The Tracey Ullman Show antes de volverse una serie de media hora. Estos cortos, se ponían antes y después de cada intermedio durante las primeras tres temporadas del programa. Los cortos fueron estrenados en abril de 1987 y terminaron en mayo de 1989, mismo año en que se estrenaría la serie.
Todos ellos eran escritos por Matt Groening y animados por Klasky-Csupo por un equipo de animadores formado por David Silverman, Wes Archer y Bill Kopp. El color amarillo de la piel fue inventado por el colorista Georgi Peluse, para que la gente piense que el control de la tinta estaba roto, como un alto color de la tinta puede causar que la piel de una persona caucásica parezca amarilla.
- Datos: Q1216882